# Cesta (Saint-Marin)
Cesta ou De La Fratta est un des trois pics du mont Titano, qui surplombent la ville de Saint-Marin, capitale de la République de Saint-Marin. Les deux autres pics sont Guaita et Montale. Chacun de ces trois sommets porte un des trois châteaux (ou tours) qui assurèrent la défense de la Ville de Saint-Marin, que l'on retrouve stylisés sur les armoiries de la république.

Armoiries de la République de Saint-Marin.